# Laura Antonelli
Laura Antonelli (28. listopadu 1941 Pula – 22. června 2015 Řím) byla italská filmová herečka.

## Osobní život
Laura Antonelli se narodila v Pule (dnes Chorvatsko), která v té době patřila k Itálii. Po válce se její rodina přestěhovala do Neapole.
V letech 1972–1980 žila s Jean-Paulem Belmondem. Sblížili se během natáčení filmu Doktor Popaul, kdy Antonelli byla ještě vdaná a Belmondo žil Ursulou Andress.
Její filmová kariéra skončila roku 1991, když v jejím bytě našla policie kokain. Byla odsouzena k domácímu vězení. V roce 2006 vyhrála odvolací soud a dostala odškodné 108 tisíc eur.

## Filmografie (výběr)
- Manželé z roku 2 (1971, režie Jean-Paul Rappeneau)
- Zlomyslnost (1973, režie Salvatore Samperi, cena Nastro d'Argento pro nejlepší herečku)
- Nevinný (1976, režie Luchino Visconti)
- Manželkamilenka (1977, režie Marco Vicario)